# 디왈리

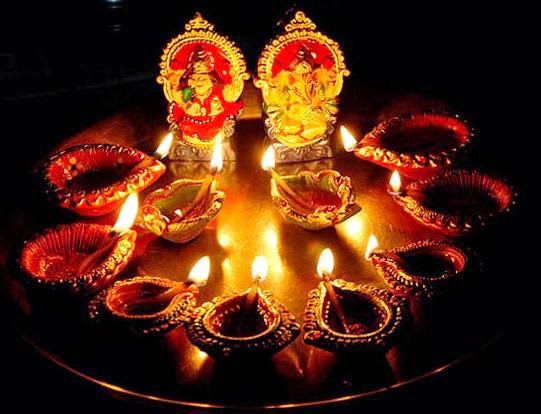

디왈리(힌디어: दीवाली 디발리, 산스크리트어: दीपावली 디파발리)는 인도의 힌두교 축제이다. 이 축제는 보통 5일 동안 지속되며 힌두력의 카르티카 (10월 중순에서 11월 중순 사이)에 이루어진다. 힌두교에서 가장 인기있는 축제 중 하나로, 왈리는 영적 "빛이 어둠을 이기고, 선이 악을 이기고, 지식이 무지를 이기다"를 상징한다.

## 같이 보기
- 가이 포크스의 밤
- 하누카
- 원소절
- 로이끄라통
- 성녀 루치아 축일
- 발푸르기스의 밤